# Rapala baweanica
Rapala baweanica är en fjärilsart som beskrevs av Hans Fruhstorfer 1912. Rapala baweanica ingår i släktet Rapala och familjen juvelvingar. Inga underarter finns listade.